# Politische Rente
Eine politische Rente ist ein Einkommen, das der Zahlungsempfänger vom Staat oder bürokratischen Institutionen erhält, ohne eine Gegenleistung zu erbringen.

## Allgemeines
Sie kann herrühren aus einer Rente der Lage, aus einer geostrategischen Position (Türkei, Ukraine), aus einer guten Versorgung mit wichtigen Ressourcen oder auch aus politischer Macht. Eine politische Rente kann beispielsweise durch unmittelbare staatliche Transferzahlungen oder durch staatliche Diskriminierung von Wettbewerbern erreicht werden. Unter einer Rente allgemein wird in der Volkswirtschaftslehre der Betrag verstanden, den der Eigentümer einer Ressource über seine Opportunitätskosten für deren Nutzung hinaus erhält.
Mit dem zunehmenden Einfluss der Wirtschaft auf die Legislative (Lobbyismus) wird immer mehr der gegensätzliche Begriff der politischen Miete relevant, der Kosten bezeichnet, die nicht nur für reelle Ressourcen, sondern für unter Umständen auch künstlich geschaffene Gegebenheiten anfallen.

## Rent-Seeking
Das Phänomen des Rent-Seeking wurde zuerst 1967 von Gordon Tullock beschrieben, der Terminus rent-seeking wurde 1974 von Anne O. Krueger geprägt. Rent-Seeking (aus englisch rent, ‚Pacht, Miete, (ökonomische) Rente‘ und englisch to seek, ‚erstreben, begehren‘) bzw. Streben nach zusätzlichen Renten wird in der neoklassischen Theorie ein Verhalten ökonomischer Akteure bezeichnet, das darauf zielt, staatliche Eingriffe in die marktvermittelte Ressourcenallokation herbeizuführen, um sich hierdurch künstlich geschaffene Renteneinkommen aneignen zu können. Dies wird auch „Rent-Seeking vor dem Ereignis“ genannt, zur Unterscheidung davon, dass bereits vorliegende politische Entscheidungen für ökonomische Entscheidungen genutzt werden. Einfach ausgedrückt, fasst man darunter Aktivitäten Einzelner oder von Interessengruppen zusammen, die im politischen Prozess Einfluss nehmen. Sofern Rent-Seeking nicht mit der Bestechung von Entscheidungsträgern verbunden ist (im Sinne von Korruption), bezeichnet man den Prozess auch als Lobbying.
Ein Beispiel für erfolgreiches Rent-Seeking wäre, wenn ein Unternehmer durch Bestechung eines Beamten eine Lizenz für ein Spielkasino erhält, das er in einem sonst nur als Lagerhalle nutzbaren Gebäude einrichten kann. Die Opportunitätskosten liegen in den entgangenen Vermietungseinnahmen für die Lagerhalle.
Rent-Seeking ist eine unproduktive Arbeit wie beispielsweise Krieg und Verteidigung. Das heißt, es werden produktive und wohlfahrtssteigernde Aktivitäten (wie Produktion, Dienstleistungen, Handel usw.) aufgegeben bzw. anderweitig sinnvoll eingesetzte Ressourcen verschwendet. Rent-Seeking, das erfolgreich ist, ist also individuell rational und vorteilhaft, aber kollektiv irrational und für die Volkswirtschaft schädigend.

## Der Gier-Effekt
Als Gier-Effekt (englisch voracity effect) bezeichnet man eine sinkende Produktivität durch konfliktträchtige Rent-Seeking-Aktivitäten bei wohlfahrtsstiftenden Reformen. Politisches Rent-Seeking steigt mit der Höhe der Reformrente. Bildlich gesprochen heißt das, es werden vermehrt Ressourcen eingesetzt, um sich einen möglichst großen Anteil des zu verteilenden Kuchens zu sichern. Die Ressourcen werden also von produktiven Aktivitäten auf unproduktive (also Einflussnahme, Lobbyismus, Angriff und Verteidigung) umgeleitet. Insgesamt wird die positive Reform also geschwächt durch den negativen Effekt der Ressourcenverschwendung.